# Terciado
Terciado es una espada, sable, machete o alfanje bajomedieval o renacentista -según la fuente etimológica que tomemos-, que se caracterizaba por ser, o bien más corta que una espada de marca, -por ello terciado: le falta el último tercio-, o bien un sable o alfanje ancho -curvado en su último tercio-. Era un arma naval común durante la primera era de la navegación a vela.

## Definiciones
Según las diversas fuentes tenemos las siguientes definiciones:
- RAE SXVIII. Usado como sustantivo, significaba la espada, corta y ancha, que le falta una tercera parte de las marcas, por lo cual se llamó así.

- Catálogo Histórico Descriptivo de la Real Armería, del Conde de Valencia de Don Juan. 1898: (Interpretación) "Bracamarte" se emplea como voz para designar a lo que en España se le dice "terciado".

- Glosario de Germanía (Lengua de ladrones del siglo XVIII): Media espada.

- Primer viaje alrededor del mundo. Pigafetta, Antonio. 1507 "... sino media tizona, por otro lanzazo que cerca del codo le dieran. Viendo lo cual, vinieron todos por él, y uno, con un gran terciado -que es como una [cimitarra], pero mayor-, medio le rebañó la pierna izquierda, derrumbándose él boca abajo..."

## Historia y origen
El terciado es un descendiente del siglo XVII de la espada corta afilada ejemplificada por el bracamarte medieval.